# John Michael Bumsted
John Michael Bumsted (ur. 12 grudnia 1938, zm. 25 stycznia 2020) – historyk. Ukończył studia na Tufts University. Stopień doktora uzyskał na Brown University. Wykładowca na University of Manitoba.

## Wybrane publikacje
- The Scots in Canada (1982)
- Reporting the Resistance: Alexander Begg and Joseph Hargrave on the Red River Resistance (2003).
- The Peoples of Canada: A Pre-Confederation History (2003).
- Trials and Tribulations: The Red River Settlement and the Emergence of Manitoba, 1811-1870 (2003).